# Полевая Лысиевка
Полевая Лысиевка (укр. Польова Лисіївка) — село в Калиновском районе Винницкой области Украины.
Расположено на берегу реки Десна (левый приток Южного Буга).
Код КОАТУУ — 0521683106. Население по переписи 2001 года составляет 453 человека. Почтовый индекс — 22451. Телефонный код — 4333.
Занимает площадь 21,03 км².

## Адрес местного совета
22451, Винницкая область, Калиновский р-н, с. Кировка, ул. Гагарина, 2

## Галерея

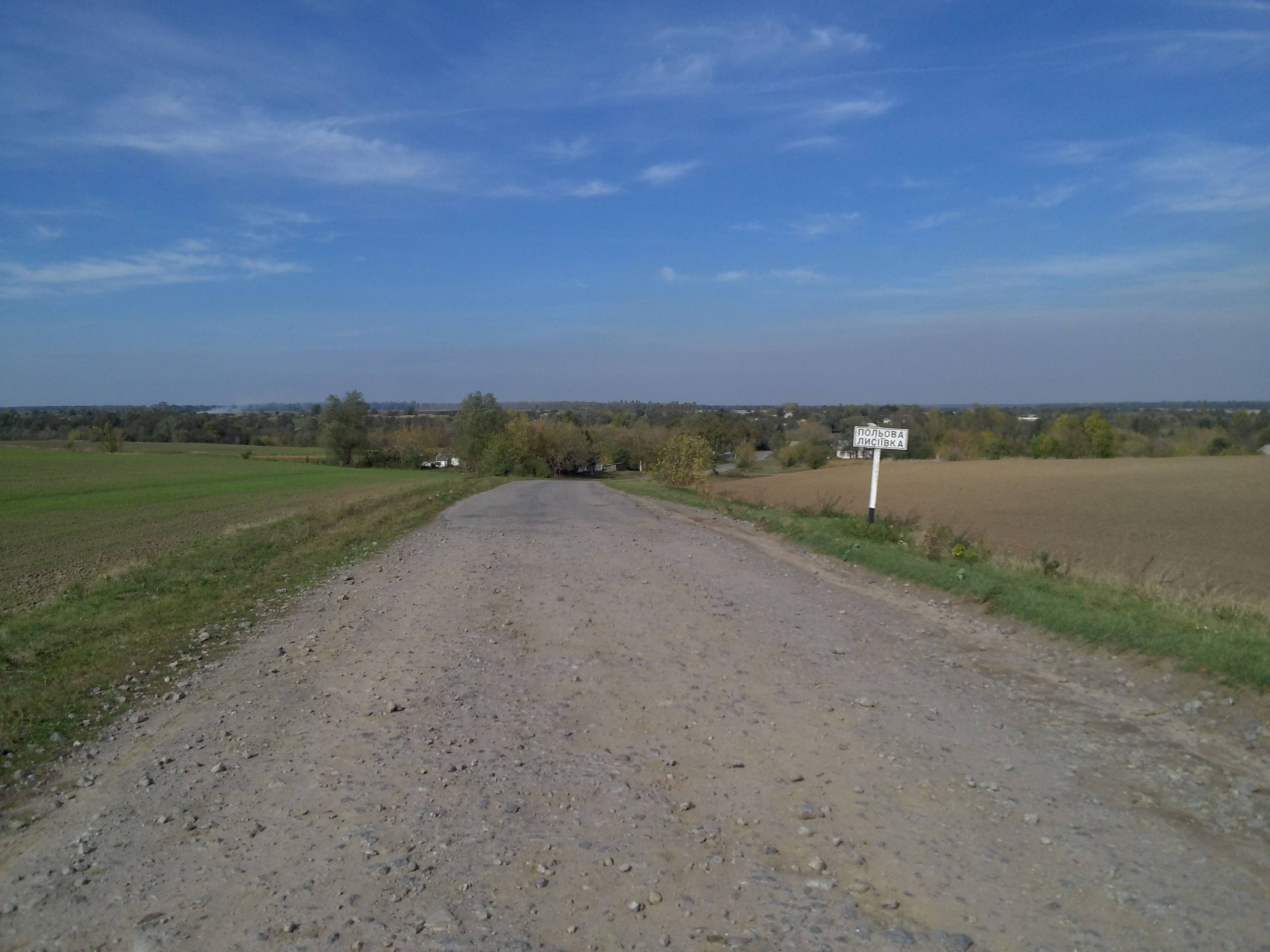
Въезд в село
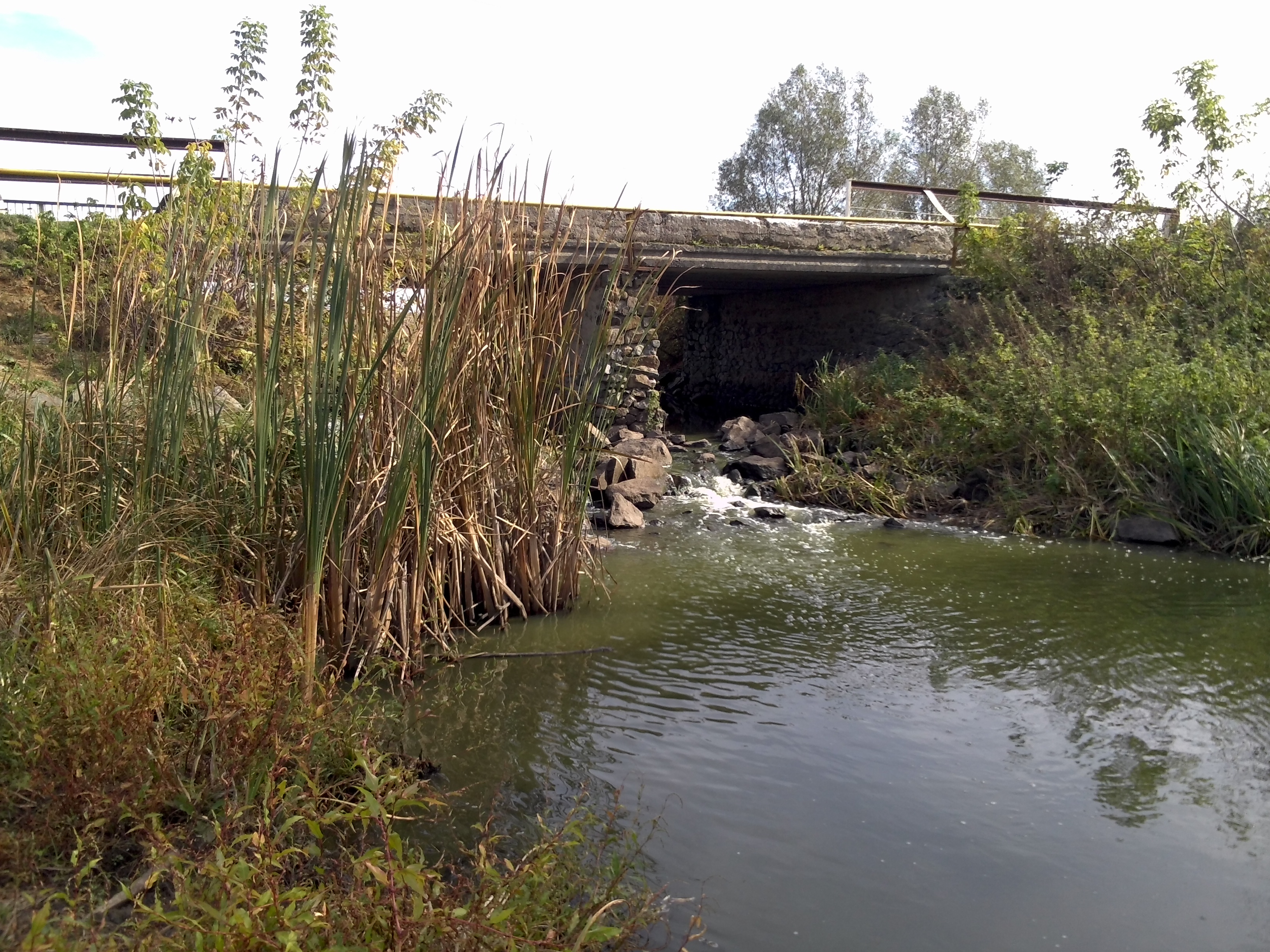
Река Десна
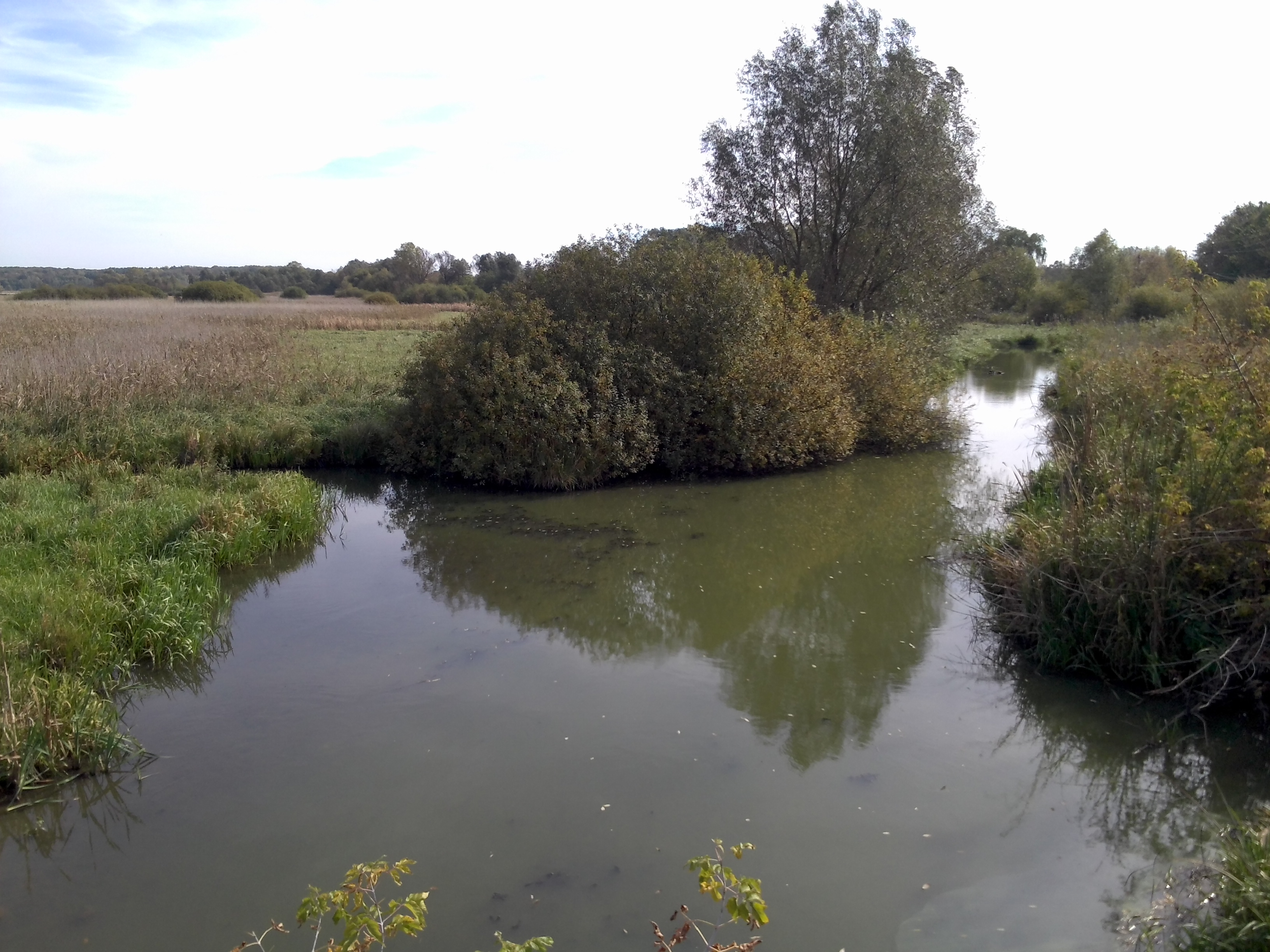
Река Десна
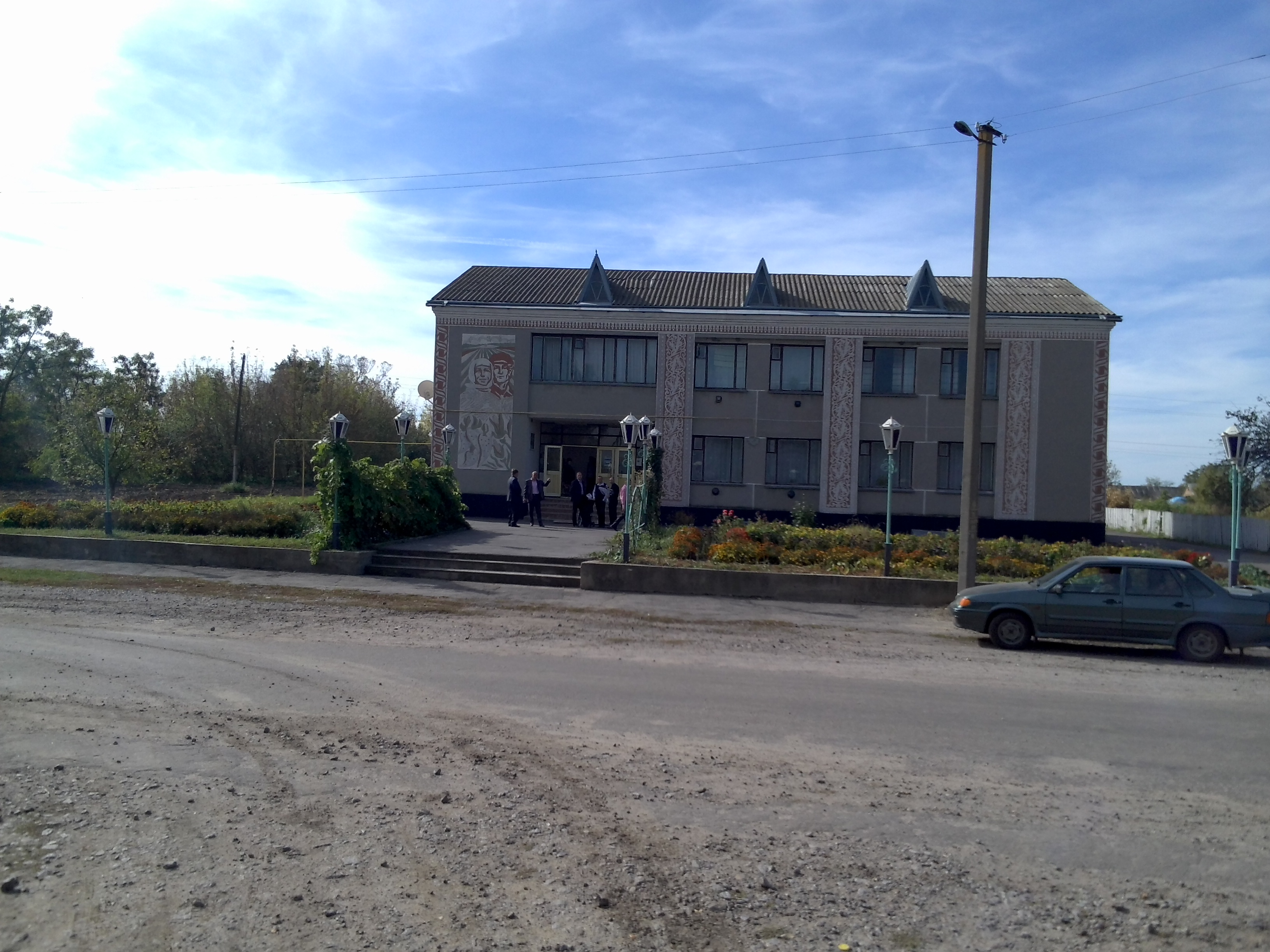
В центре села
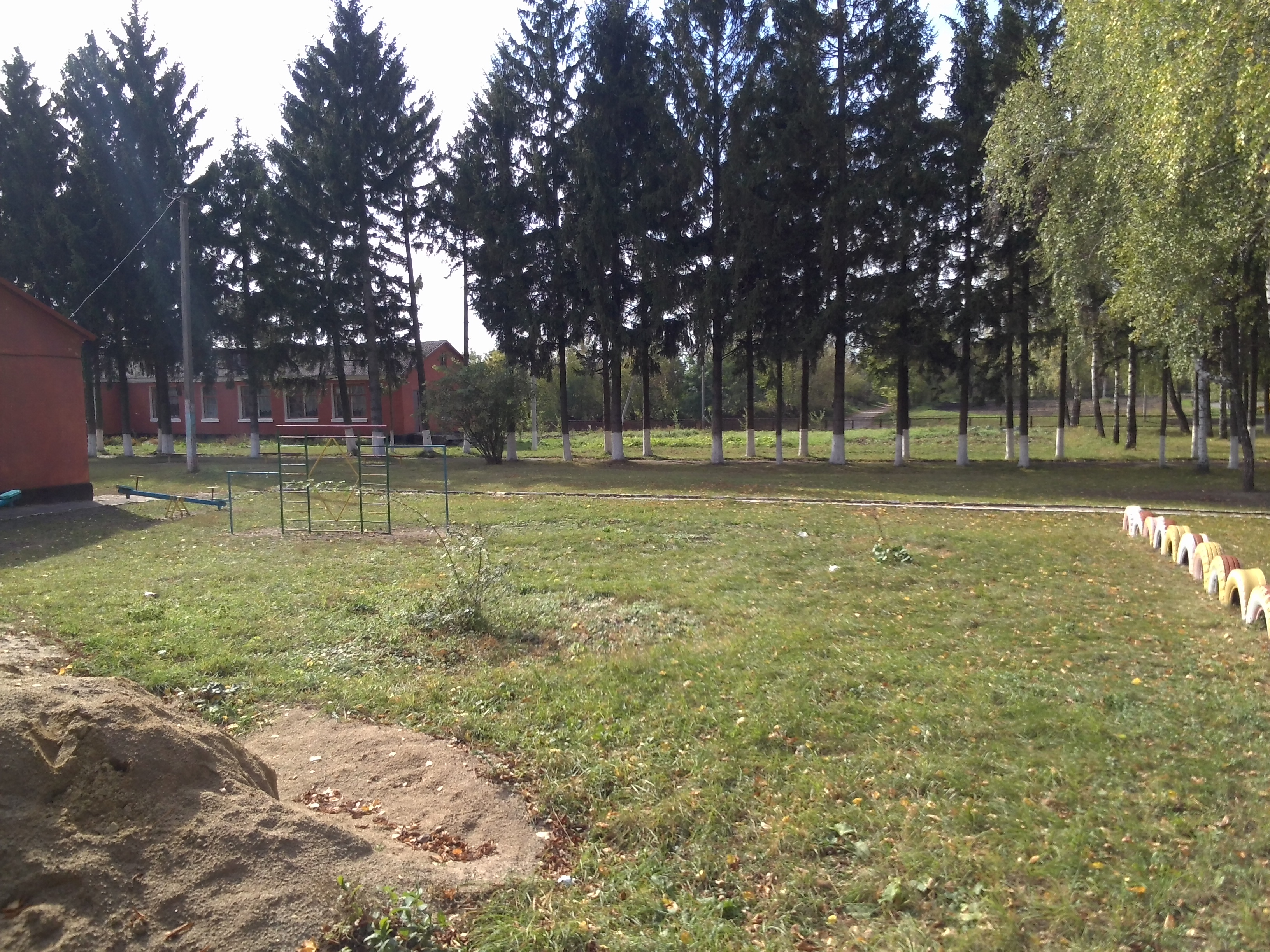
Школа
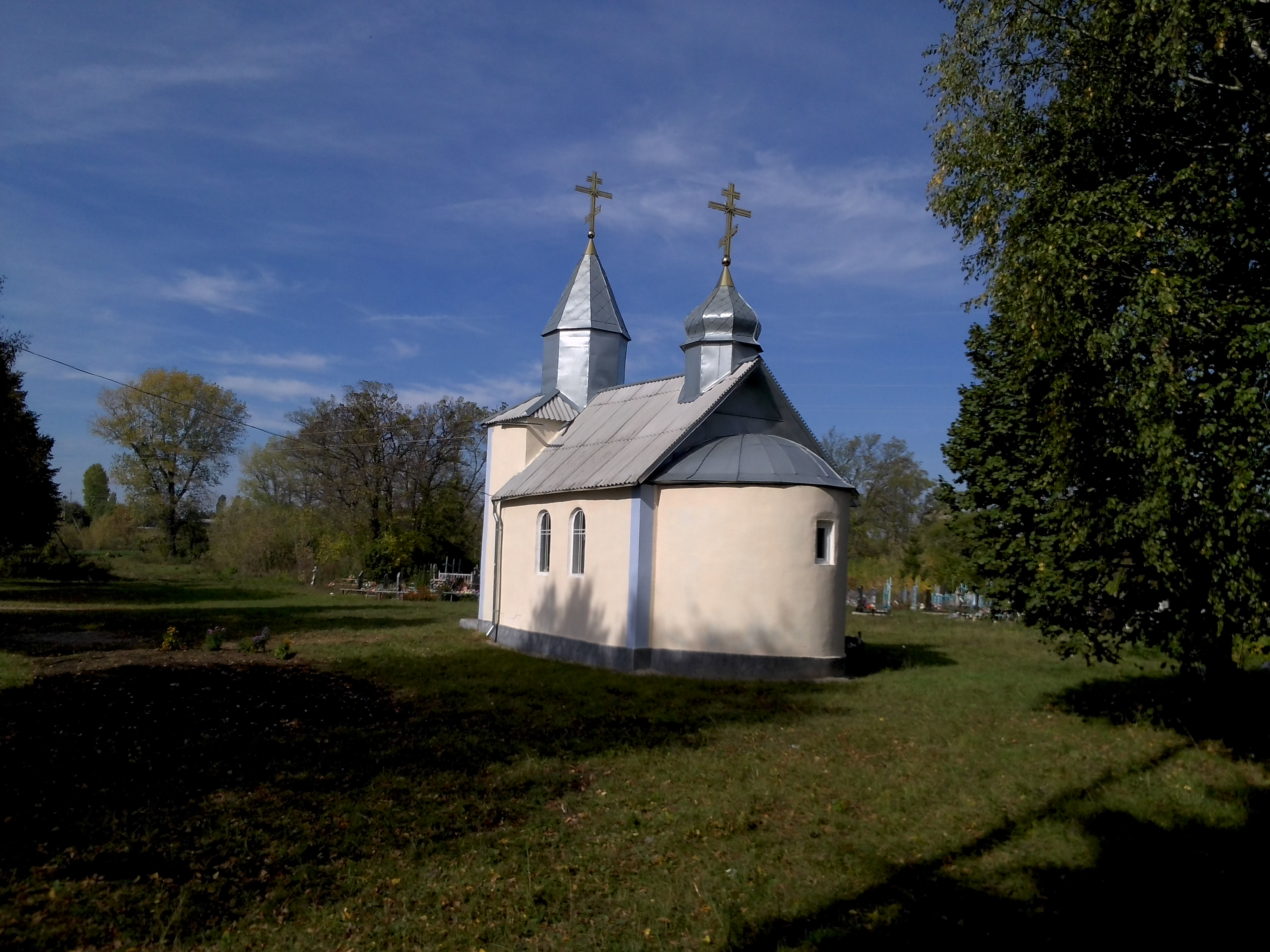
Церковь
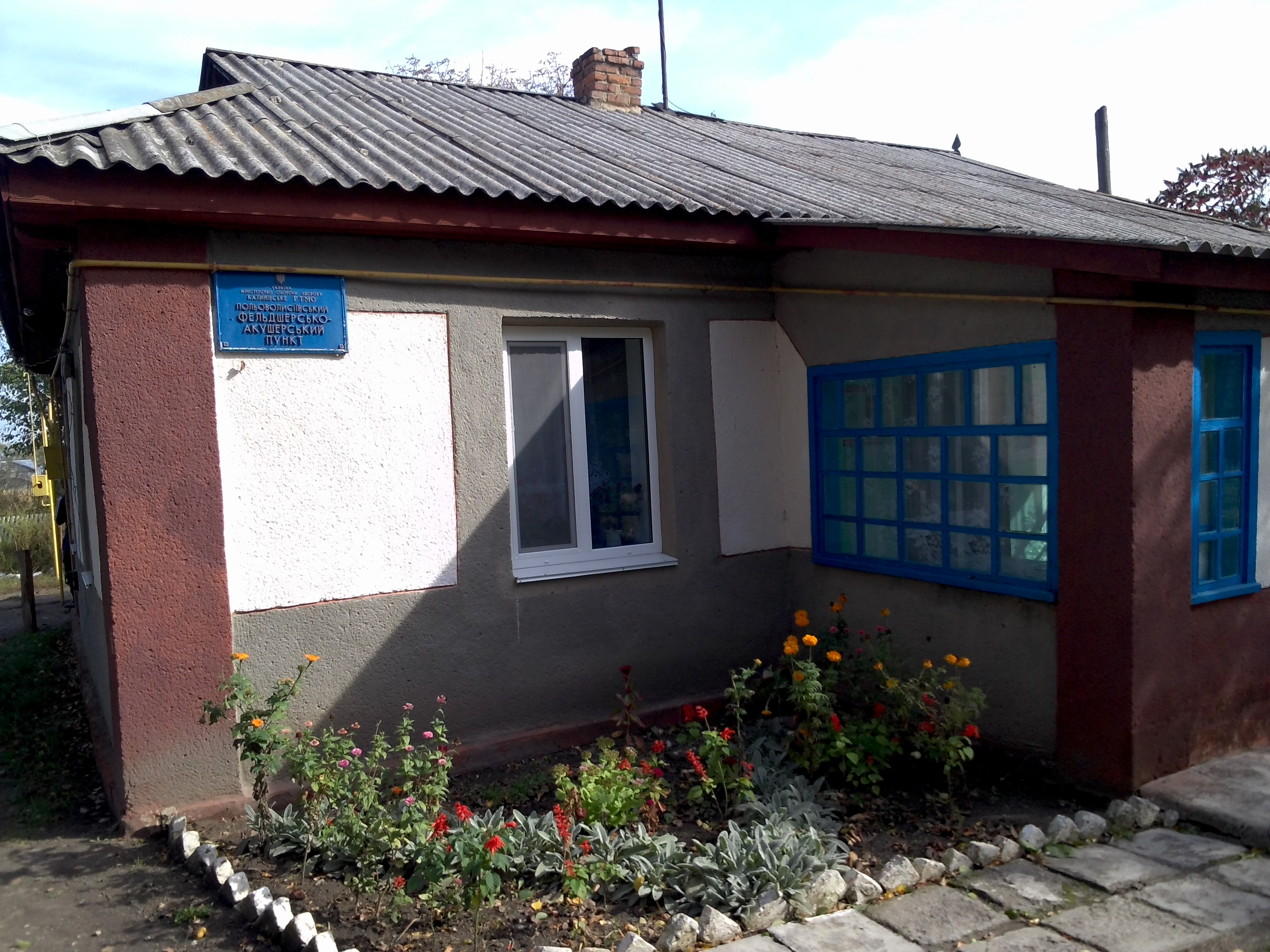
Фельдшерско-акушерский пункт
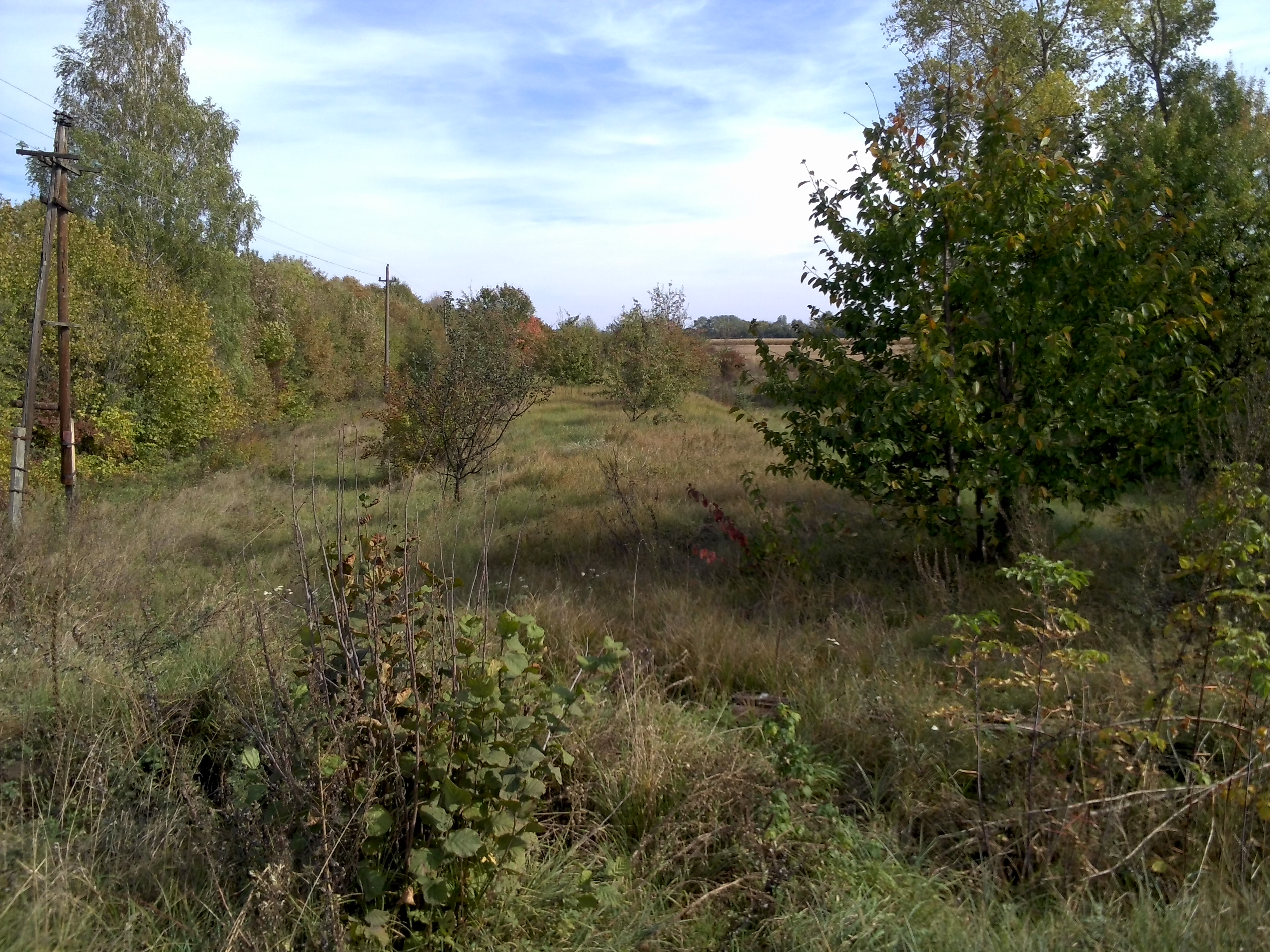
Место, где раньше проходила железнодорожная колея